# Amy (filme)

Amy é um filme australiano de 1997, escrito por David Parker e dirigido por Nadia Tass, com Alana De Roma, Ben Mendelsohn e Nick Barker.
A protagonista é Amy (Alana De Roma), uma garota de oito anos de idades que passa por problemas por ser surda e muda, após a morte do pai dela em um show.